# Manuel Azevedo Rocha
Manuel Rocha (Salvador), é um político brasileiro, filiado ao UNIÃO. Nas eleições de 2022, foi eleito deputado estadual pela BA.